# Попенченко, Валерий Владимирович
Вале́рий Влади́мирович Попе́нченко (26 августа 1937, Кунцево — 15 февраля 1975, Москва) — советский боксёр, чемпион Олимпийских игр 1964 года в Токио, двукратный чемпион Европы (1963, 1965), шестикратный чемпион СССР (1960—1965). Заслуженный мастер спорта СССР (1964). Выдающийся боксёр СССР (1964). Единственный советский боксёр — обладатель Кубка Вэла Баркера.

## Спортивная карьера
Валерий Попенченко родился 26 августа 1937 года в Кунцеве (ныне — в черте г. Москвы) в семье военного лётчика, вырос в эвакуации в Средней Азии. После гибели отца на фронте Великой Отечественной войны, мать Валерия отдала его в Ташкентское суворовское училище, где в возрасте 12 лет он начал заниматься боксом под руководством Юрия Матулевича-Ильичёва.
В 1955 году он победил на чемпионате СССР среди юношей. В том же году, окончив училище с золотой медалью, Валерий Попенченко переехал в Ленинград и стал курсантом Ленинградского высшего пограничного военно-морского училища. В Ленинграде с ним стал работать тренер спортивного общества «Динамо» Григорий Кусикьянц.
В 1960 году Попенченко завоевал титул чемпиона СССР по боксу во 2-м среднем весе и в дальнейшем успешно защищал его пять раз подряд. В 1963 году на первенстве Европы в Москве впервые победил на международных соревнованиях.
На Олимпийские игры в Токио осенью 1964 года спортсмен отправился в ранге основного претендента на золото. Первый олимпийский соперник — Султан Махмуд из Пакистана не выдержал и одного раунда, бой остановили после двух нокдаунов. Во втором поединке против ганца Джо Дарти советский боксёр одержал победу по очкам. Полуфинал против поляка Тадеуша Валасека Попенченко выиграл за явным преимуществом. Финальный бой Олимпиады продолжался меньше минуты — 5-кратный чемпион ФРГ Эмиль Шульц был отправлен в нокаут уже в первом раунде. На каждой Олимпиаде Международная федерация любительского бокса вручает самому техничному боксёру престижнейший Кубок Вэла Баркера, в Токио его обладателем стал Валерий Попенченко.
После победы на Олимпиаде стал первым на следующем чемпионате Европы, после чего неожиданно ушёл из большого спорта, имея в своём послужном списке 200 побед в 213 проведенных боях. Причиной ухода с ринга стало, по словам самого Попенченко, появление так называемых «мух» перед глазами, после пропущенных ударов по голове. Спортсмен переехал в Москву, занимался научной работой, защитил диссертацию на соискание учёной степени кандидата технических наук. Работал в МВТУ имени Баумана заведующим кафедрой физвоспитания. Кроме этого, Валерий Попенченко писал стихи, свободно владел английским языком, а также отлично играл в шахматы.

## Образование и преподавание
Окончил Высшее военно-морское пограничное училище (инженерно-технический факультет) МГБ СССР (1960) в Ленинграде. Всегда носил военно-морскую форму. Кандидат технических наук (1968). В 1970—1975 годах — заведующий кафедрой физического воспитания Московского высшего технического училища имени Баумана, доцент (1972). Член КПСС с 1960 года. В 1966—1970 годах — член ЦК ВЛКСМ.

## Гибель
Погиб в возрасте 37 лет 15 февраля 1975 года в результате загадочного несчастного случая, упав в пролёт лестницы главного корпуса МВТУ. Попенченко пролетел вниз три этажа, смерть наступила мгновенно.
Похоронен в Москве на Введенском кладбище (участок 29).
Помощник Генерального прокурора СССР по надзору в области государственной безопасности, впоследствии известный депутат, Виктор Илюхин осуществлял надзор за расследованием этого уголовного дела по вновь открывшимся обстоятельствам. Установлено, что Попенченко подавал рапорт о вступлении в отряд космонавтов, но так как он был офицером ВМФ, а  в прошлом — морских частей КГБ СССР, то это вызвало разногласие между ВВС и ВМФ о подчинении и составе космических программ и составе участников; также с его кафедры в МВТУ пропали материалы по космической программе, что вызвало возбуждение уголовного дела по статье 64 Уголовного кодекса РСФСР («измена Родине»).

## Спортивные достижения
Международные
- XVIII летние Олимпийские игры 1964 года —
- Чемпионат Европы по боксу 1963 года —
- Чемпионат Европы по боксу 1965 года —

Всесоюзные
- Чемпионат СССР по боксу 1960 года —
- Чемпионат СССР по боксу 1961 года —
- Чемпионат СССР по боксу 1962 года —
- Чемпионат СССР по боксу 1963 года —
- Чемпионат СССР по боксу 1964 года —
- Чемпионат СССР по боксу 1965 года —
- Первенство СССР среди юношей по боксу 1955 года —

### Спортивные звания и награды
- Кубок Вэла Баркера (1964)
- «Выдающийся боксёр СССР» (1964)
- Заслуженный мастер спорта СССР

## Награды
- Орден Трудового Красного Знамени (30.03.1965)

## Киновоплощение
Валерию Попенченко посвящён художественный фильм «Мистер Нокаут» (2022, режиссёр А. Михалков, сценарий братьев Владимира и Олега Пресняковых). Главную роль исполнил Виктор Хориняк.